# Commissione internazionale per le Unità e le Misure Radiologiche
La Commissione internazionale per le Unità e le Misure Radiologiche (ICRU dall'inglese International Commission on Radiation Units and Measurements) è un organismo di standardizzazione fondato nel 1925 dal Congresso Internazionale di Radiologia. Il suo obiettivo è quello di sviluppare raccomandazioni recepibili a livello internazionale per quanto riguarda le quantità accettabili di radiazione e radioattività, nonché di stabilire le procedure di misurazione dei dati fisici.